# Octoglena gracilipes
Octoglena gracilipes är en mångfotingart som först beskrevs av Loomis 1971.  Octoglena gracilipes ingår i släktet Octoglena och familjen Hirudisomatidae. Inga underarter finns listade i Catalogue of Life.